# John Morgan
John Morgan là một vận động viên bơi lội người Mỹ, người đã giành được tổng 13 huy chương vàng trong hai kỳ Thế vận hội dành cho người khuyết tật. Ông đã tham dự Thế vận hội mùa hè dành cho người khuyết tật lần đầu vào năm 1984, nơi ông đã giành được năm huy chương vàng, sau đó trở lại tại Thế vận hội mùa hè dành cho người khuyết tật năm 1992 ở Barcelona, nơi ông đã ghi danh trong tất cả mười sự kiện mà anh thi đấu. Sự thành công của Morgan tại các kỳ Thế vận hội bao gồm sáu kỷ lục thế giới; trong suốt sự nghiệp của mình, ông đã thiết lập tổng cộng 14 kỷ lục thế giới. Ông được giới thiệu vào Đại sảnh Danh vọng Olympic Hoa Kỳ năm 2008 và Hiệp hội vận động viên khiếm thị Hoa Kỳ năm 2011.

## Tiểu sử
Morgan sinh tại San Gabriel, California, và được bố mẹ bơi tại Huntington Beach. Ông tham gia đội bơi lội địa phương và làm việc như một nhân viên cứu hộ. Gia đình chuyển đến Argentina, quê hương của cha mình, khi Morgan 13 tuổi. Morgan đã tìm được thành công như một vận động viên bơi lội và ông đã hoàn thành một cuộc đua 20K marathon bơi sông ở tuổi 15.}} Trong khi tập thể dục, một tai nạn với dụng cụ lò xo mà ông đang cầm đã khiến hai võng mạc tách rời. Trong hai năm tiếp theo thị lực của ông đã xấu đi, cho đến năm 1980 ở tuổi 18 ông đã mất hoàn toàn tầm nhìn. Năm 1984, trong khi học toán tại Đại học California tại Irvine, ông đã được chọn cho đội All-American để tham gia cuộc thi bơi mở rộng.
Morgan đã cạnh tranh với tư cách là một vận động viên bơi lội trong các sự kiện thể loại B1 khi ông tham dự Thế vận hội dành cho người khuyết tật năm 1984. Ông đã thành công lớn, kết thúc giải đấu với 5 huy chương vàng. Năm 1988, ông theo học ở Đại học California tại Berkeley để lấy bằng thạc sĩ và do đó bỏ lỡ Thế vận hội năm đó. Sau khi hoàn thành nghiên cứu năm 1991, ông đã tham gia giải bơi marathon mở rộng 35 dặm (56 km) ở Argentina, ông đã hoàn thành ở vị trí thứ 12 với thời gian 8 giờ 24 phút. Morgan trở lại với Thế vận hội năm 1992 tại Barcelona, một lần nữa tìm được thành công bằng cách giành tám huy chương vàng trong các môn bơi ngửa, bơi bướm, bơi tự do và bơi hỗn hợp cũng như 2 huy chương bạc trong nội dung bơi ếch.
Bên cạnh bơi lội, Morgan đã tham gia nỗ lực ở các môn thể thao khác, bao gồm cả đi xe đạp đôi và thành công khi leo núi Kilimanjaro.